# Regionalbus

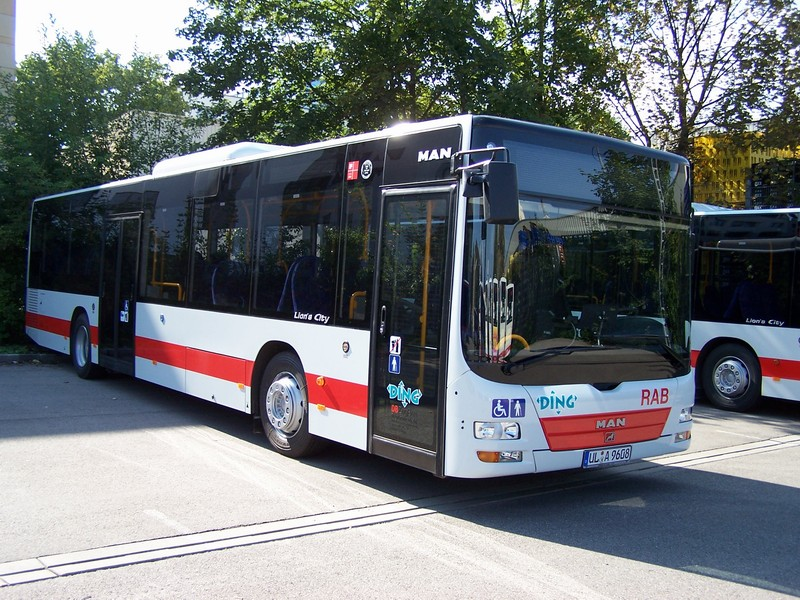
MAN Lions City Ü – Niederflur-Überlandbus der RAB

Regionalbusse, früher Überlandbusse genannt, sind spezielle Linienbus-Typen für den Regionalbusverkehr. Sie sind für den Einsatz auf längeren Strecken außerhalb von Städten bzw. Städte verbindend ausgelegt. Sie weisen gegenüber den im innerstädtischen Bereich eingesetzten Stadtbussen üblicherweise einen höheren Sitzplatzanteil mit zumeist in Fahrtrichtung ausgerichteten Sitzen und eine stärkere Motorisierung auf. Die Entwicklung der letzten Jahre hat vielerorts zu einer Anpassung an Stadtbusse geführt.
Eingesetzt werden daher heute neben Hochflur- überwiegend Niederflur- und Low-Entry-Busse. Es wird zunehmend auf größere Ablagemöglichkeiten für Gepäck (in Wintersportgebieten auch Skier) geachtet sowie Stellplatz für Kinderwagen bzw. Rollstuhl (dazu eine ausfahr- oder ausklappbare Rampe) geschaffen. Hinzu kommen im Freizeitverkehr Angebote mit zusätzlichem Fahrradanhänger.

## Fahrzeugtypen
Die im Regionalverkehr eingesetzten Busse lassen sich in drei Gruppen einteilen:

### Klassischer Regionalbus
Es gibt die aus Stadtbus-Baureihen abgeleiteten Überlandbus-Modelle, die sich von diesen oft nur gering durch eine bequemere Bestuhlung, veränderte Türen (Einfachtür vorn beim Regionalbus) und geringe Änderungen im Design unterscheiden (Beispiele: Mercedes-Benz Citaro Ü, MAN Lion’s City Ü). Konstruktiv wird hier mittlerweile auf eine gemeinsame Fahrzeugbasis zurückgegriffen. Bis zum Standard-Überlandlinienbus 2. Generation wiesen die Fahrzeuge trotz optischer Gemeinsamkeiten zur Stadtbusverwandtschaft unterschiedliche Fahrzeuglängen und Bodenhöhen auf, so dass es sich bei den damaligen Überlandbussen um eigenständig konstruierte Fahrzeuge handelte. Seit Mitte der 1990er Jahre werden die aus den Standard-Überlandbussen hervorgegangenen und nunmehr nicht mehr standardisierten Fahrzeuge fast ausschließlich in Niederflur- oder Low-Entry-Ausführung angeboten. Ältere Hochbodenfahrzeuge laufen dagegen im Regionalverkehr noch vielfach im Schulbus- oder Verstärkereinsatz, im regulären Liniendienst dürfen sie aufgrund von Bestellervorgaben an Fahrzeug-Höchstalter, Niederflurigkeit und Ausstattung oft nicht mehr eingesetzt werden.
Heute verwendet man aus Gründen der vereinfachten Fertigung einen gemeinsamen Fahrzeugtyp, der wahlweise mit Stadtbus-Doppeltüren für die Zweispurabfertigung als auch einer einflügeligen Außenschwenktür (Einfachtür) im Einstieg versehen werden kann, wobei auf nachfragestarken Verbindungen im Regionalverkehr zunehmend Fahrzeuge mit Zweispurabfertigung eingesetzt werden, um lange Haltestellenaufenthalte zu vermeiden. Alle weiteren Ausstattungsmerkmale wie Antriebskomponenten, Innenausstattung usw. sind sowohl für Stadt- als auch Überlandversionen gleichermaßen erhältlich und untereinander kombinierbar. Überwiegend verfügen Niederflurbusse im Regional- wie im Stadtverkehr auch, heute über Automatikgetriebe, lediglich Achsübersetzungen sind meist für die höheren Geschwindigkeiten (bei 100-km/h-Zulassung) ausgelegt. Bei den Hochbodenfahrzeugen waren bis in die 1990er Jahre manuelle Schaltgetriebe mit fünf oder sechs Gängen üblich.

### Kombibus

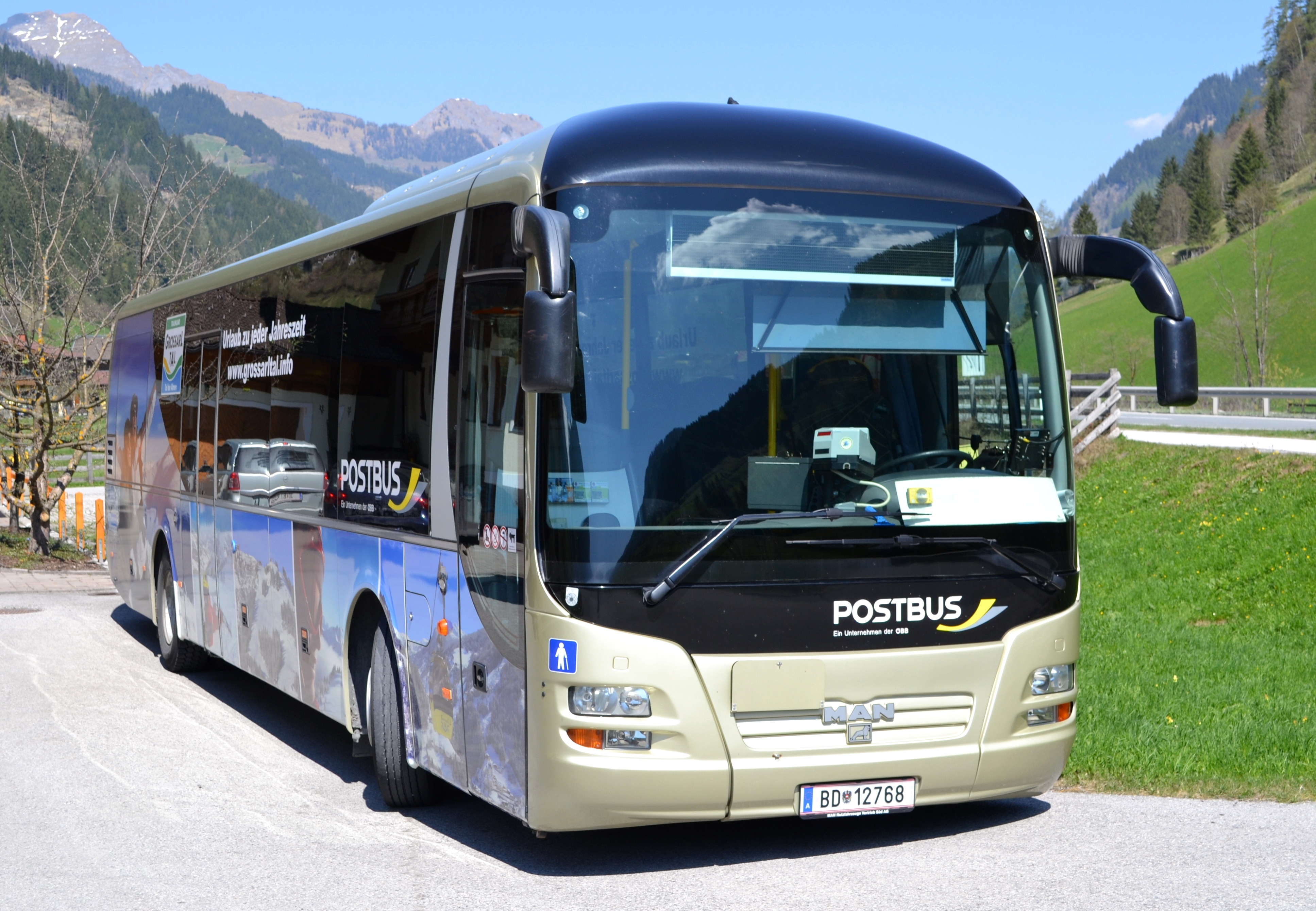
MAN Lion’s Regio (Hochboden-Kombibus mit Kofferraum)

Den Übergang zwischen klassischem Regional- und Fernreisebus bilden sogenannte Kombibusse. Der Begriff ergibt sich aus der kombinierten Einsatzfähigkeit im Linien- als auch Reise- und Ausflugsverkehr (Gelegenheitsverkehr). Teilweise handelt es sich bei den Kombibussen um Fahrzeuge, die sich aus den Reisebus-Varianten der jeweiligen Hersteller ableiten oder um eigenständig entwickelte Typen. Diese Fahrzeuge sind im Gegensatz zu den Stadt- und Überlandbussen auch heute noch überwiegend hochflurig (Beispiele: Setra MultiClass, Mercedes-Benz Integro, MAN Lion’s Regio), die Hochflurigkeit ergibt sich aus den vorhandenen Kofferräumen unterhalb des Fahrgastbodens für die Gepäckmitnahme im Gelegenheitsverkehr. Damit ist diese Gruppe der Fahrzeuge jedoch nicht barrierefrei. Für den Rollstuhltransport bedarf es hier aufwendigerer Lösungen wie hydraulischer Hublifte. Die Sitze gegenüber der Mitteltür sind in der Regel nur mit Schnellverschlüssen befestigt und können zur Schaffung einer Kinderwagen- oder Rollstuhl-Stellfläche herausgenommen werden. Sofern Unternehmer diese Fahrzeuge kombiniert sowohl im Reise- als auch Linienverkehr einsetzen, weisen diese Fahrzeuge auch die Merkmale beider Einsatzarten auf: Für den Linienverkehr sind die Fahrzeuge mit Zielanzeigen, Fahrscheindrucker und Entwerter, Zahltisch, Haltewunschtasten, Fahrgastinformations- und Betriebsleitsystemen ausgerüstet. Ferner ist das Fahrzeug im Linienverkehr meist auch für Stehplätze zugelassen, die im Gelegenheits- und Fernlinienverkehr nicht belegt werden dürfen. Eine doppeltbreite Mitteltür sowie eine Kinderwagen-Stellfläche ermöglicht eine Mitnahme ebendieser, für reine Ausflugsverkehre bieten die Omnibushersteller aber auch einfachbreite Türen und Vollbestuhlung an. Für die längere Einsatzdauer im Gelegenheits- und Reiseverkehr werden komfortablere, verstellbare hochfeste Sitze mit richtigen Polstern gewählt, Vorhänge, Düsenbelüftung und Leselicht; in der Regel verfügt der vordere Einstieg über einen Reiseleitersitz und eine Kühlbox, teilweise sind die Fahrzeuge auch mit Bordküche und WC ausgestattet. Klimaanlagen sind dagegen heutzutage kein Alleinstellungsmerkmal des Reiseverkehrs, aufgrund der Vorgaben von Auftraggebern werden seit einigen Jahren auch Linienbusse damit ausgerüstet.

### Reisebus
Die dritte Gruppe sind die auf Fernbuslinien und manchmal auch Städteschnellbuslinien eingesetzten Reisebusse. Hier kann nicht mehr von einer speziellen Bauart eines Regionalbusses gesprochen werden. In der Regel kommen hier klassische Reisebusse zum Einsatz, die teils mit Linienzielanzeigen, Fahrkartendruckern und gegebenenfalls Entwertern nachgerüstet werden. Problem aufgrund der Unterflur-Kofferräume ist ebenfalls die mangelnde Barrierefreiheit, die beim Reisebus aufgrund der schmalen Türen nur durch den Einbau einer dritten zusätzlichen, breiten Schlagtür und einen Hydrauliklift realisiert werden kann. Rollstuhlfahrgäste können bei diesen speziell umgebauten Fahrzeugen entweder im Rollstuhl sitzen bleiben, wobei der Rollstuhl mit Gurten an Lochschienen im Fußboden fixiert wird, oder die Fahrgäste werden mit einem im Mittelgang fahrbaren, Lift-artigen Schwebesitz im Fahrzeug umgesetzt, wobei der Rollstuhl dann im Kofferraum befördert werden kann.

## Gängige Fahrzeugmodelle in Deutschland
- Standard-Überland-Linienbus der 1. Generation (StÜLB I) gebaut von 1972 bis Mitte/Ende der 1980er Jahre; meistens noch als Bahnbus angeschafft, heute kaum noch im Einsatz: MAN SÜ 240, Mercedes-Benz O 307, Magirus-Deutz L 117
- Standard-Überland-Linienbus der 2. Generation (StÜLB II) gebaut von 1987 bis 2000): MAN SÜ 242, Mercedes-Benz O 407, Neoplan Ü 80, sowie die „Nicht-Standard-Modelle“ dieser Zeit: MAN ÜL 272/292, Mercedes-Benz O 408, Auwärter Neoplan Transliner Ü und Regioliner (Niederflur), Kässbohrer Setra S 215 UL und S 215 NR (Niederflur)
- Neueste Generation (ab ca. 1997/98 gebaut): MAN Lions's City Ü (Niederflur), Lion’s City TÜ und Lion’s Regio, Mercedes-Benz O 530 Ü (Citaro Ü – Niederflur), O 345 H (Conecto H) und O 550 (Integro), Neoplan Centroliner Ü und Trendliner, Setra MultiClass S 415 NF / S 416 NF (Niederflur) sowie S 412 UL bis S 419 UL. Die meisten Fahrzeuge der aktuellen Generation werden auch in 15-m-Versionen (Dreiachser, z. B. MAN A26, Setra S 419 UL) und 18-m-Versionen (Gelenkbus, z. B. Mercedes-Benz Citaro GÜ) angeboten.

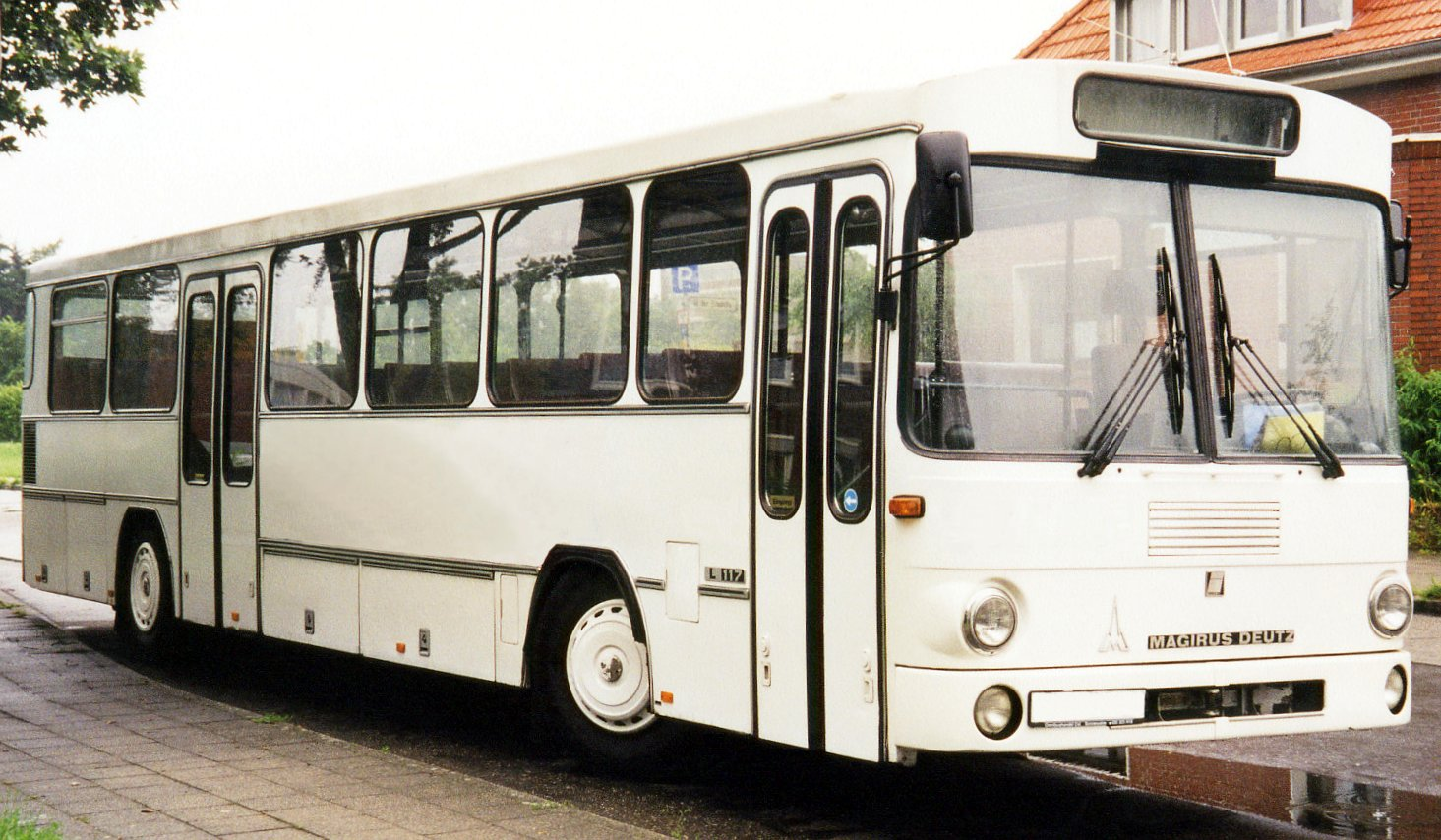
Standard-Überlandbus der 1. Generation: Magirus-Deutz L 117
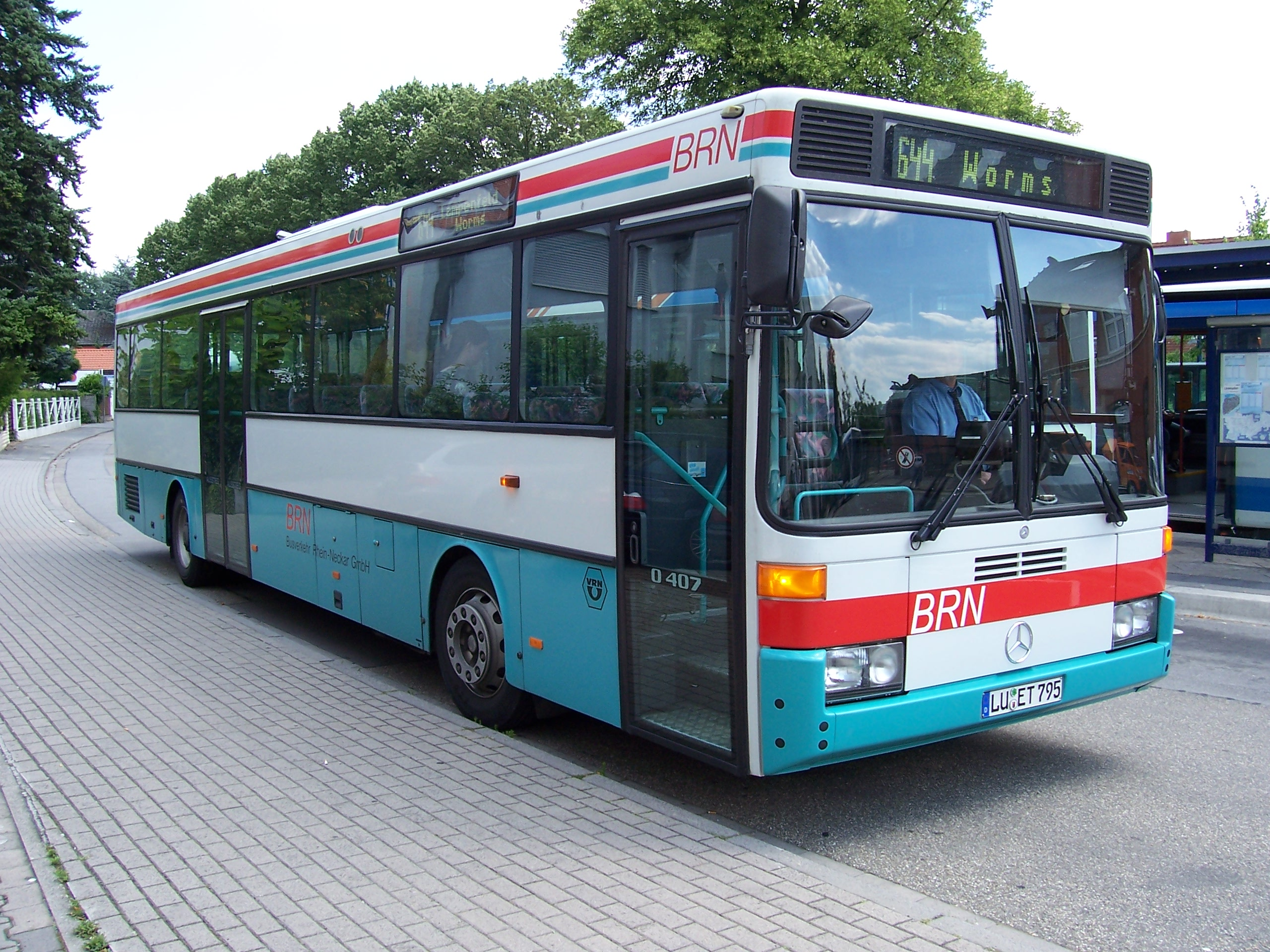
Standard-Überlandbus der 2. Generation: Mercedes-Benz O 407
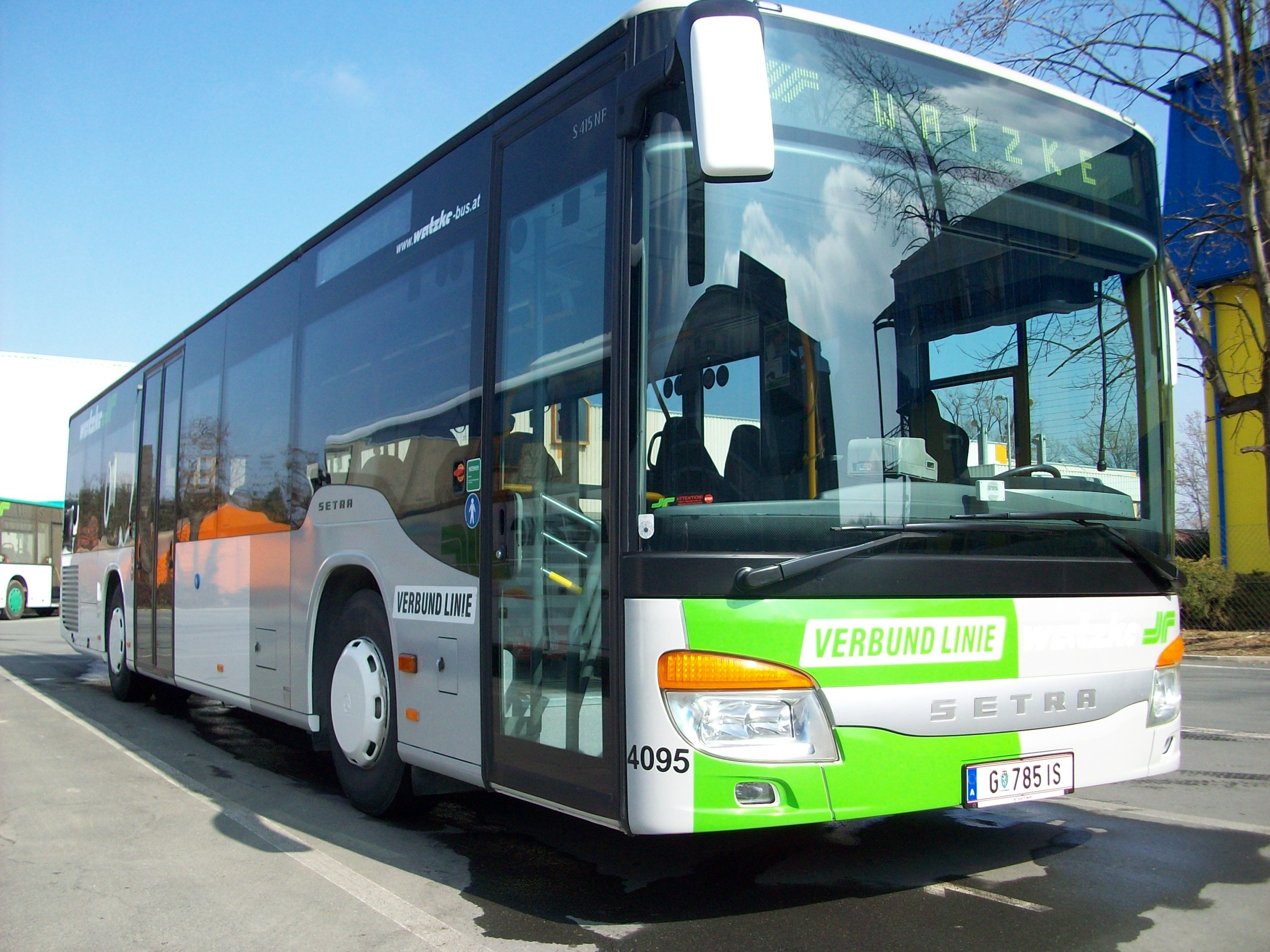
Moderner Niederflur-Überlandbus: Setra S 415 NF